# ワイルド・キャット
『ワイルド・キャット』は、石ノ森章太郎による日本の漫画作品。

## 概要
『プレイコミック』（秋田書店）にて、1968年6月号から1969年9月25日号にかけて連載された。
超能力を持つエスパーたちを中心とした超能力漫画であるが、タイムトラベル・アンドロイド・サイボーグといったSF作品や変身・憑依・入れ替わりなどといったTSF作品の面も持っている。
石ノ森章太郎は、この他にも超能力を題材にした作品として、『怪人同盟』や『イナズマン』、『幻魔大戦』（原作：平井和正）などを発表している。

### リメイク漫画
原作：石ノ森章太郎、脚本：赤羽シュン、漫画：雨宮淳のリメイク版『ワイルドキャット』が、『プレイコミック』の2010年No.06（3月11日発売）から2011年3月号（1月25日発売）にかけて連載された。なお、雨宮はこの作品の終了の後、一切の活動を行っていない。その為、「雨宮淳最後の漫画作品」と見る向きもある。

## 登場人物

### K・K・P（ククル・クク・パロマ）
コンドルホークの悪事を阻止するためのスパイ組織。
ネネ/ワイルドキャット
強力な力を持つ超能力者。山猫へ変身することもできる。
伴代三助/エンゼル・ホーク
K・K・Pのエース。エンゼル・ホークへの変身は人格も変えるため、自分の中で危険視している。

### コンドルホーク団
悪のエスパー組織。
アブダールトスリキ
コンドルホーク団の医師。テレポート能力を持つ。

## 書籍情報
- 石森章太郎『ワイルド キャット』朝日ソノラマ〈サンコミックス〉全3巻
  1. 1971年、ISBN 978-4257911678。[1]
  2. 1971年、ISBN 978-4257911692。[2]
  3. 1971年、ISBN 978-4257911715。[3]

- 石森章太郎『ワイルド・キャット』朝日ソノラマ〈サンワイドコミックス〉全2巻
  1. 1986年、ISBN 978-4257960768。
  2. 1986年、ISBN 978-4257960782。[4]

- 石ノ森章太郎『ワイルドキャット』双葉社〈双葉文庫名作シリーズ〉全2巻
  1. 2002年、ISBN 9784575724325。[5]
  2. 2002年、ISBN 9784575724332。[6]

- 石ノ森章太郎『ワイルドキャット』角川書店〈カドカワコミックス〉全2巻
  - 石ノ森章太郎万画大全集 第9期、ISBN 9784045310096、2008年。※第15巻「ワイルドキャット 1」[7]、16巻「ワイルドキャット 2」[8]。

- 原作：石ノ森章太郎、脚本：赤羽シュン、作画：雨宮淳『ワイルドキャット』秋田書店〈プレイコミック・シリーズ〉既刊1巻・以下未刊
  1. 2010年9月17日発売、ISBN 978-4253250252。[9]

## テレビドラマ
テレビ大阪制作、ダンカン監督で、2010年にテレビ大阪・TXN九州他において全12話の深夜ドラマ放映が予定されていたが、実現していない。